# Кортикостерон
Кортикостеронът, известен още като 17-дезоксикортизол, е стероиден хормон с 21 въглеродни атома. Произвежда се в кората на надбъбречните жлези. Хормонът спада към кортикостероидите и в повечето случаи не е от първостепенно значение за човека.

## Основно предназначение
При земноводните, влечугите, гризачите и птиците кортикостеронът е основен глюкокортикоид – хормон, който спомага за регулирането на въглехидратния и белтъчния метаболизъм.
При човека кортизолът изпълнява тази функция.